# Bulgarien i olympiska vinterspelen 1936
Bulgarien deltog med sju deltagare vid de olympiska vinterspelen 1936 i Garmisch-Partenkirchen. Ingen av landets deltagare erövrade någon medalj.